# Brachyhypopomus degy
Brachyhypopomus degy é uma espécie de peixe gimnoto, pertencente ao gênero Brachyhypopomus. É endêmica ao Brasil, ocorrendo apenas no estado de Mato Grosso. De acordo com a União Internacional para a Conservação da Natureza, é classificada como tendo um estado de conservação deficiente de dados.